# Moschea delle Tornerie
La moschea delle Tornerie o moschea della Casa delle Tornerie, è una moschea risalente alla seconda metà del XI secolo, situata sopra fondazioni anteriori romane, nell'antico sobborgo dei franchi, nella città di Toledo, Spagna. Attualmente ospita la Fundación Centro de Promoción de la Artesanía (in italiano:  Fondazione Centro di Promozione dell'Artigianato), che può essere visitata e vi si può assistere a esposizioni temporanee.

## Storia
Gli storici non riescono a mettersi d'accordo nella sua data di costruzione. Mentre alcuni la stimino nella seconda metà del XI secolo, altri, la stabiliscono nella seconda metà del XII.
L'edificio mantenne il culto musulmano, anche molto tempo dopo la reconquista della città da parte delle truppe cristiane di Alfonso VI di León e Castiglia nel 1085, arrivando fino al periodo tra il 1498 e il 1505, quando fu sconsacrata dai re cattolici. Già edificio di uso civile, passa per diverse vicissitudini, prima come osteria nel 1505 e dopo come sede di diversi negozi e piccole fabbriche o come semplice alloggio. La sua storia si perde fino ai finali del XIX secolo, quando gli storici investigarono le sue origini pensando che fosse una sinagoga o una moschea. Dopo gli studi, il 15 marzo 1905 si comunicava ufficialmente alla Real Academia de la Historia il ritrovamento di una moschea araba nella strada delle tornerie.

## Descrizione
La moschea si consolidava sopra i muri di depositi romani di acqua potabile per la distribuzione di acqua nella città. Il grande dislivello del terreno rende possibile la sua disposizione in due piani. Il pianterreno, dal quale si accede dalla strada delle Tornerie, si apre ai depositi romani con archi di granito a tutto sesto. Nel piano in alto, invece, c'è il luogo di culto, che conserva resti del mihrab e del muro della qibla.
La costruzione venne realizzata basandosi su una delle più importanti moschee che erano mai state costruite nella città di Toledo, la moschea del Cristo della Luce o moschea di Bab al-Mardum, del X secolo. La sua pianta è irregolare quadrata e gli spazi interni si organizzano, come la precedente, in nove compartimenti di pianta quadrata, coperti con volte a vela di mattoni, tranne il compartimento centrale, che ha una volta a crociera. Dispone di archi a ferro di cavallo sopra colonne basse con capitelli massicci.